# Дзевінь-Дужи
Дзевінь-Дужи (пол. Dziewiń Duży) — село в Польщі, у гміні Ґізалки Плешевського повіту Великопольського воєводства.
Населення — 163 особи (2011).
У 1975-1998 роках село належало до Каліського воєводства.

## Демографія
Демографічна структура станом на 31 березня 2011 року:
|          | Загалом | Допрацездатний вік | Працездатний вік | Постпрацездатний вік |
| -------- | ------- | ------------------ | ---------------- | -------------------- |
| Чоловіки | 85      | 20                 | 59               | 6                    |
| Жінки    | 78      | 20                 | 40               | 18                   |
| Разом    | 163     | 40                 | 99               | 24                   |